# Indignación (película de 2016)
Indignación es una película dramática estadounidense de 2016 escrita, producida y dirigida por James Schamus. El largometraje, basado en la novela homónima de 2008 de Philip Roth, está ambientado principalmente en Ohio a principios de la década de 1950 y está protagonizado por Logan Lerman, Sarah Gadon, Tracy Letts, Linda Emond y Danny Burstein.
La obra tuvo su estreno mundial en el Festival de Cine de Sundance el 24 de enero de 2016 y fue estrenada en cines el 29 de julio de 2016 por Roadside Atracciones y Summit Entertainment. La actuación de Lerman recibió reseñas positivas de los críticos y le valió una nominación a Mejor Actor en los Seattle Film Critics Awards. 

## Trama
Ambientada en Estados Unidos en 1951, en el segundo año de la guerra de Corea, Indignación es narrada por Marcus Messner, un estudiante universitario judío de Newark, Nueva Jersey, que describe su segundo año en Winesburg College en Ohio (una referencia al ficticio Winesburg, Ohio). ), una escuela cristiana privada en Ohio, lo que le permite aplazar el reclutamiento. Su padre, que dirige una carnicería kosher, está desconcertado por las muertes en la guerra de jóvenes como su hijo y se siente abrumado por la situación.
En Winesburg, Marcus es un alumno estudioso e introvertido que se siente desconectado del resto del alumnado, incluidos sus compañeros judíos. Conoce a Olivia Hutton, una bella estudiante de literatura francesa. Olivia, hija de un cirujano de Cleveland, es librepensadora, sofisticada y sexualmente franca, pero también frágil y perturbada; se siente tan alienada y fuera de lugar como Marcus. En su primera cita, Olivia termina la velada haciéndole una felación. El inexperto Marcus está tan sorprendido que la evita durante varias semanas. Mientras él y Olivia continúan teniendo relaciones sexuales sin coito, se entera de que ella es una alcohólica en recuperación que había estado previamente matriculada en Mount Holyoke College. Después de intentar suicidarse, fue ingresada en la clínica Menninger. Los padres de Olivia la enviaron a Winesburg con la esperanza de que la "cuadratura" de la escuela la ayudara a estabilizarse. También hace fuertes alusiones a haber sido abusada sexualmente por su padre.
Marcus decide que ya no puede tolerar a sus ruidosos e intrusivos compañeros de cuarto y solicita cambiarse a una habitación individual. La administración de la universidad programa una reunión con el decano de Men Caudwell. Aunque la discusión es aparentemente sobre el cambio en su situación de vida, se convierte en un interrogatorio sobre las creencias ateas de Marcus y su disgusto por la cultura conservadora de Winesburg. Marcus, que está enfermo, se agita tanto que vomita y se desmaya.
Marcus es llevado de urgencia al hospital, donde lo operan de apendicitis. Durante la recuperación, recibe la visita de un estudiante de último año que le informa que Olivia le ha hecho mamadas a casi todos los demás en el campus. La madre de Marcus también lo visita y le dice que quiere divorciarse de su padre, que está cada vez más trastornado y ya no puede administrar la tienda. Conoce a Olivia, que ha venido a llevarle rosas rojas y blancas a Marcus, y ve la cicatriz en la muñeca de su intento de suicidio. Hablan entre ellas cuando se van. Al día siguiente, la madre de Marcus le pide disculpas por haberle contado demasiado sus problemas matrimoniales y promete no divorciarse, pero sólo si él termina su relación con Olivia. Ella le advierte de los peligros de involucrarse demasiado con personas con enfermedades mentales y que su necesidad arruinaría su potencial.
Cuando Marcus regresa a la escuela, descubre que Olivia ha desaparecido del campus y acude a Dean Caudwell para averiguar qué le pasó. Olivia sufrió una crisis nerviosa y fue hospitalizada nuevamente. La escuela había dudado en aceptarla, dado su historial de terapia de electroshock y recaídas, pero su padre era un estimado alumno de Winesburg que solicitó su admisión. El decano exige saber si Marcus violó y embarazó a Olivia, Marcus está indignado y se va después de usar lenguaje obsceno.
Marcus es expulsado después de que el decano se entera de que le pagó a un estudiante para evadir el requisito obligatorio de la capilla y es reclutado. En Corea, Marcus es apuñalado con una bayoneta durante el combate. Mientras colapsa, piensa en Olivia y desea poder decirle que "está bien, sea lo que sea. Porque alguien te amaba. Al menos, creo que eso es lo que era". Décadas después, Olivia vive en una residencia de ancianos. Ella nota las rosas rojas y blancas en el papel tapiz y sonríe.

## Elenco
- Logan Lerman como Marcus Messner, un estudiante judío de clase trabajadora de Nueva Jersey.
- Sarah Gadon como Olivia Hutton, una estudiante universitaria de una familia adinerada.
- Pico Alexander como Sonny Cottler, un estudiante de una familia judía de clase alta.
- Danny Burstein como Max Messner, un carnicero y padre de Marcus.
- Linda Emond como Esther Messner, esposa de Max y madre de Marcus.
- Tracy Letts como Hawes D. Caudwell, el decano de la universidad.
- Ben Rosenfield como Bertram Flusser
- Philip Ettinger como Ron Foxman
- Noah Robbins como Marty Ziegler

## Producción
La novela Indignación de Philip Roth, que sirvió de base para la película, es una obra muy personal del autor, que ficcionalizó sus propias experiencias de los años cincuenta en la universidad.  El libro fue el segundo del ciclo de novelas Nemeses, que están temáticamente relacionadas y se centran en la cuestión de cómo el individuo se afirma frente a las circunstancias de la vida y qué consecuencias, a veces fatales, tienen sus decisiones. 
En abril de 2015, se anunció que Logan Lerman y Sarah Gadon se unirían al elenco de la película. James Schamus dirigió la película a partir de su propio guion y también se desempeñó como productor, junto a Anthony Bregman y Rodrigo Teixeira, mientras que Stefanie Azpiazu, Avy Eschenasy y Lerman se encuentran entre los productores ejecutivos.  En junio de 2015, Tracy Letts, Linda Emond y Danny Burstein se unieron al elenco. 
La música de la película fue compuesta por Jay Wadley, quien estudió composición clásica en la Escuela de Música de Yale. Fue el primer largometraje para el que Wadley compuso la música cinematográfica y, después de mucho tiempo, la primera música que compuso para una orquesta real.  Ethan Anderton de slashfilm.com habla de una gran música cinematográfica con muchos hilos y oleadas que encaja bien con la estética y la narración clásicas de la película.  La banda sonora de la película contiene 28 canciones y fue lanzada por Nettwerk el 29 de julio de 2016.  En diciembre de 2016, la banda sonora fue incluida como candidata en la categoría de Mejor Música de Cine de los Oscar 2017 en la lista larga, a partir de la cual los miembros de la Academia determinarán las nominaciones oficiales. 

### Rodaje

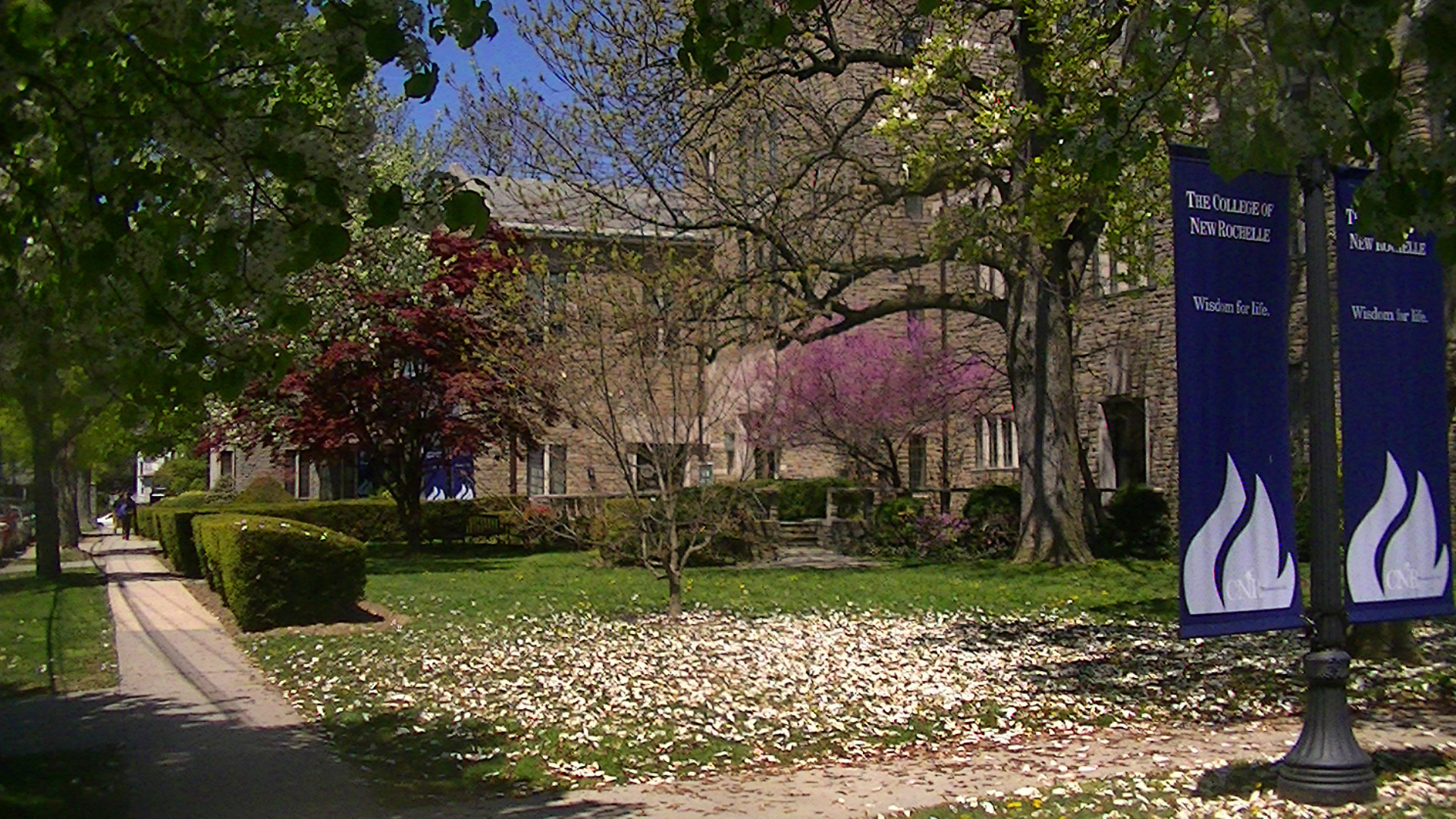
La película se rodó en el College of New Rochelle de Nueva York, como se ve aquí en la Biblioteca Gill Memorial.

El rodaje comenzó el 15 de junio de 2015 en la ciudad de Nueva York,  y concluyó el 17 de julio, y tuvo lugaren el New York College of New Rochelle en New Rochelle  y en un restaurante en Whitestone. 

## Estreno
La película tuvo su estreno mundial en el Festival de Cine de Sundance el 24 de enero de 2016.  Poco después del estreno, Summit Entertainment adquirió los derechos norteamericanos por 2,5 millones de dólares.  Más tarde se reveló que Roadside Atracciones codistribuiría la película con Summit.  También se proyectó en la sección Panorama del 66.º Festival Internacional de Cine de Berlín.  Se estrenó en cines el 29 de julio de 2016. 

## Recepción de la crítica
Indignación recibió reseñas positivas de los críticos de cine, con elogios dirigidos a la dirección de Schamus y las actuaciones (particularmente la de Lerman). Tiene un índice de aprobación del 81% en el sitio web del agregador de reseñas Rotten Tomatoes, basado en 135 reseñas, con una calificación promedio de 7,2/10. El consenso crítico del sitio dice: "Indignación demuestra que es posible crear una adaptación atractiva de Philip Roth y ofrece una tarjeta de presentación convincente para el guionista y director debutante James Schamus".  En Metacritic, la película tiene una calificación de 78 sobre 100, basada en 35 críticas, lo que indica "críticas generalmente favorables". 
Peter Debruge de Variety le dio a la película una crítica positiva y escribió: "Schamus optó por hacer de la novela número 29 de Philip Roth su primer largometraje, eligiendo un material emocional e increíblemente personal (ficciona la propia experiencia universitaria de Roth a principios de los años 50) que se adapta bien a su estética educada, pulida y razonablemente pasada de moda." 
Gerhard Midding de epd Film explicó que la película se desarrolla en esa época preppy que precedió a la invención de la cultura juvenil: "Las señales eróticas son todavía modestas, el sexo tiene lugar debajo del marco de las imágenes". Según Midding, la era McCarthy no se menciona en absoluto, pero su clima es omnipresente. El corazón de la película, sin embargo, es el enfrentamiento de Marcus con el estricto decano. 
Richard Kämmerlings, de Welt Online, afirmó que la adaptación cinematográfica toca el aquí y el ahora y que no solo es motivo de indignación la descripción de una época de los años 50, en la que se pensaba en categorías amigo-enemigo y la exclusión de todo lo "antiestadounidense" era primer deber cívico , sino también a la hora de afrontar la depresión y otras enfermedades mentales que ocasionalmente salen a la superficie en la película: "La inestable y suicida Olivia Hutton [...] es la única persona que comprende a Messner, pero como amante y potencial esposa, es al mismo tiempo en su falta de equilibrio una amenaza para sus ambiciones y su tranquilidad.” 
Thomas Abeltshauser del Berliner Morgenpost comentó sobre la película: “Es un tema interesante, pero el problema de la película es que el guionista Schamus siempre tiene ventaja sobre el difunto director debutante Schamus. La historia es muy anticuada y llena de diálogos, se dicen y muestran muchas cosas varias veces."  Peter Debruge, de Variety, la vio de otra manera: "Si bien la película puede ser el debut como director de Schamus, él no es un aficionado y parece haber transferido sus experiencias y energía a su protagonista de 19 años" 
Scott Feinberg de The Hollywood Reporter consideró a Schamus como potencial candidato al Óscar al Mejor Director, a Logan Lerman como posible Mejor Actor y a Tracy Letts y Sarah Gadon como dos Mejores Actrices de Reparto. 